# 维森堡
维森堡（德語：Wiesenburg）是德国勃兰登堡州的一个市镇，隶属于波茨坦-米特尔马克县。总面积为220.2平方千米，截至2020年总人口为4247人。